# KTis
주식회사 KTis는 KT의 114번호안내서비스 사업이 분사하여 설립된 기업으로,KT의 자회사이다.

## 개요
컨택센터사업, 광고서비스 상품판매 사업, 유통사업을 주로 영위하고 있으며, 세부 사업별 비중은 2023년 매출 기준  KT고객센터사업 37%, 고객컨택센터사업(Open Market) 25%, 114번호안내와 우선번호안내 사업 4%, 유통사업 24%, 신규사업 9%, 기타사업 1%로 구성되어 있다.